# Victor Dreyer
Pour les articles homonymes, voir Dreyer.
Victor Valentin (en religion Marie Colomban) Dreyer, né le 15 février 1866 à Rosheim (Bas-Rhin),, et décédé à Vigny (Val-d'Oise), le 7 mai 1944, est un religieux franciscain et prélat français, évêque missionnaire en Afrique du Nord puis archevêque représentant officiel du Saint-Siège en Indochine de 1928 à 1936.

## Biographie
Après une enfance à Corcieux (Vosges) où sa famille s'était établie après avoir opté pour la France à la suite de la cession de l'Alsace à l'Empire allemand (1871), Victor Dreyer entre au séminaire de Saint-Dié des Vosges, à la sortie duquel il intègre l'ordre des frères mineurs. Il prend le nom de religion de Marie Colomban - Colomban en l'honneur du saint irlandais missionnaire. 
Il est ensuite ordonné prêtre à Pau, en 1889.
Il fonde six couvents de franciscains, et occupe successivement les postes de visiteur d'une congrégation religieuse au Canada, puis de provincial pour ce même dominion britannique (trois fois), de répétiteur général (deux fois) et de conseiller à la congrégation romaine des Religieux. Il réunit les fonds pour acheter un domaine près de Paris à Fontenay-sous-Bois en 1923 qui devient le petit séminaire des Missions franciscaines. Cet établissement, dans la droite ligne de l'enseignement de Pie XI en faveur de la mission, forme des générations de garçons dont certains entrent plus tard dans les ordres et les missions. Il est sacré évêque titulaire d'Orthosias-en-Phénicie (de) à Paris, ayant été nommé vicaire apostolique de Rabat, le 16 août 1923. 
Mgr Dreyer occupe ensuite, à partir du 11 mars 1927, le poste de premier vicaire apostolique du Canal de Suez, avant d'être désigné, le 24 novembre 1928 comme délégué apostolique en Indochine, et nommé, le 26, archevêque titulaire d'Adulis (de) ; il marque alors une période de dynamisme des missions catholiques de l'Indochine française. Il se retire ensuite à Paris en 1936.
Il resta actif jusqu'à son décès, effectuant notamment les tournées de confirmation. Ses obsèques furent célébrées en pleine occupation, le 8 mai 1944 par le cardinal Suhard.

## Succession apostolique
Victor Dreyer a ordonné les évêques suivants :
- Évêque Augustin-Marie Tardieu, M.E.P. (1930)
- Évêque Alexandre-Paul-Marie Chabanon, M.E.P.  (1930)
- Évêque Alejandro García Fontcuberta (es), O.P. (1930)
- Évêque Francisco Gómez de Santiago (it), O.P.  (1933)
- Évêque Martial-Pierre-Marie Jannin (it), M.E.P. (1933)
- Évêque Dominique Marie Hồ Ngọc Cẩn (it) (1935)

## Distinctions
- Chanoine honoraire de la cathédrale de Strasbourg (1923)
- Chevalier de la Légion d'honneur (1932)[7]
- Assistant au trône pontifical (1937)
- Comte romain (printemps 1937)

## Voir aussi

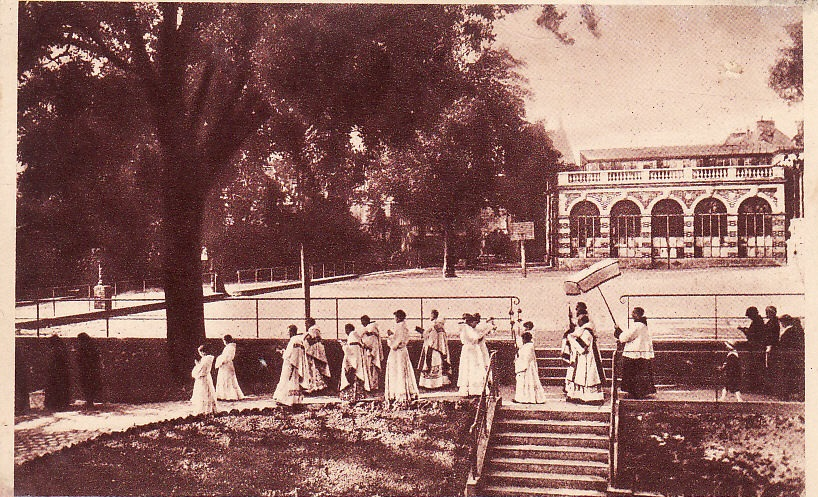
Procession de la Fête-Dieu au petit séminaire des Missions franciscaines de Fontenay-sous-Bois, ouvert grâce aux fonds réunis par Mgr Dreyer.